# Raid d'al-Amr
Guerre civile syrienne
Batailles
Le raid d'al-Amr, ou raid d'al-Omar, a lieu dans la nuit du 15 au 16 mai 2015, lors de la guerre civile syrienne. Il est mené par l'armée américaine dans un champ pétrolier tenu par l'État islamique près de Mayadine, dans le gouvernorat de Deir ez-Zor.

## Déroulement
Dans la nuit du 15 au 16 mai 2015, l'armée américaine lance un raid contre le champ pétrolier d'al-Amr (ou al-Omar), au sud-est de Deir ez-Zor, dans une région entièrement contrôlée par l'État islamique. L'opération est effectuée par deux douzaines de soldats de la Delta Force transportés par des hélicoptères UH-60 Black Hawk et des V-22 Osprey. L'objectif affiché par le gouvernement américain est de capturer Mohammed Shalabi, dit « Abou Sayyaf », un chef tunisien de l'État islamique responsable de la supervision de la contrebande de pétrole et de gaz,,. Selon la Maison-Blanche, le raid est mené « avec l'entier consentement des autorités irakiennes », mais le régime syrien n'est en revanche pas informé. Il s'agit de la première attaque au sol en Syrie revendiquée par les États-Unis. Le premier raid américain en Syrie avait été mené à l'été 2014 pour tenter de libérer l'otage James Foley, mais s'était terminé sur un échec.
Le complexe où réside Abou Sayyaf comprend une cinquantaine de bâtiments, de quatre étages chacun. Ces derniers avaient été construits par le gouvernement syrien pour accueillir les familles des employés et des ingénieurs qui travaillaient sur le champ gazier et pétrolier d'al-Amr. Peu de gardes défendent l'endroit, cependant les hommes de la Delta Force essuient des tirs nourris dès leur arrivée,. Bien informés, ils se portent rapidement sur le bâtiment où se trouve Abou Sayyaf. Selon les déclarations à l'AFP sous couvert d'anonymat d'un responsable de la Défense américaine, les échanges de tirs se déroulent « de très près » et « des combats au corps à corps » ont lieu ; des djihadistes auraient aussi tenté d'utiliser des femmes et des enfants comme boucliers humains, mais aucune perte civile n'est à déplorer. En revanche, Abou Sayyaf est tué au cours des combats. Les Américains mettent également la main sur des dossiers, des ordinateurs portables et des téléphones cellulaires, puis se replient vers l'Irak,.

## Les pertes
Selon le responsable de la Défense américaine interrogé par l'AFP, une douzaine de djihadistes sont tués lors des combats. L'Observatoire syrien des droits de l'homme (OSDH) affirme quant à lui que le raid a fait 32 morts parmi les djihadistes, dont Abou Sayyaf et trois autres chefs. D'après l'agence Reuters, deux frères d'Abou Sayyaf ont été blessés et deux autres chefs tués :  le Saoudien Abou Taïm, chargé des activités pétrolières dans la région, et Abou Mariam, chargé des communications du groupe. Le gouvernement américain affirme pour sa part qu'aucun militaire n'a été tué ou blessé au cours de l'opération,.
La femme d'Abou Sayyaf est également capturée lors du raid ; cette dernière avait un rôle actif au sein de l'État islamique : elle participait à la gestion des réseaux de femmes de l'organisation djihadiste et chapeautait le réseau d'esclaves sexuelles,. Une jeune femme yézidie de 18 ans maintenue en esclavage par le couple est également libérée par les militaires américains,.

## Conséquences
Selon le journaliste Wassim Nasr, le raid d'al-Amr aurait été considéré « comme un fiasco sécuritaire pour les dirigeants de l’EI ». Abou Ayman al-Iraki, le wali (gouverneur) de l'État islamique dans le gouvernorat de Deir ez-Zor, est muté et regagne l'Irak.
Nisrin Assaad Ibrahim, la veuve d'Abou Sayyaf, aussi appelée Oum Sayyaf, est emprisonnée à Erbil, dans le Kurdistan irakien et est inculpée en 2016 par la justice américaine pour avoir détenu l'otage américaine Kayla Mueller à Al-Chaddadeh, vers la fin de l'année 2014. Elle est condamnée à mort par un tribunal d'Erbil. Elle livre cependant des renseignements à la CIA et aux services de renseignements kurdes et localise notamment une maison de Mossoul où Abou Bakr al-Baghdadi aurait logé.